# Руутсі
Руутсі (ест. Ruutsi), також Варікмяе, Мяе — село в Естонії, входить до складу волості Меремяе, повіту Вирумаа.